# Logania ovata
Logania ovata är en tvåhjärtbladig växtart som beskrevs av Robert Brown. Logania ovata ingår i släktet Logania och familjen Loganiaceae. Inga underarter finns listade i Catalogue of Life.